# Blanchard (Iowa)
Blanchard város az USA Iowa államában, Page megyében. Lakosainak száma 29 fő (2020. április 1.).

## Népesség
A település népességének változása:

| 2010 | 38 |
| 2020 | 29 |